# The Darkest Hour (2011)
The Darkest Hour (bra: A Hora da Escuridão; prt: A Hora Mais Negra) é um filme russo-estadunidense de 2011, gêneros ficção científica, ação e horror, dirigido por Chris Gorak, com roteiro de Jon Spaihts, Leslie Bohem e M.T. Ahern.

## Sinopse
Cinco jovens passam as férias em Moscou, quando a cidade é atacada por alienígenas em busca de energia elétrica. Enquanto o ataque se estende a outras cidades, esses amigos tentam sobreviver na metrópole que ficou semideserta.

## Elenco
- Emile Hirsch ...... Sean
- Olivia Thirlby ...... Natalie
- Max Minghella ...... Ben
- Rachael Taylor ...... Anne
- Joel Kinnaman ...... Skyler
- Gosha Kutsenko ...... Matvei
- Veronika Ozerova ...... Vika
- Dato Bakhtadze ...... Sergei
- Nikolay Efremov ...... Sasha
- Pyotr Fyodorov ...... Anton Batkin
- Georgiy Gromov ...... Boris
- Artur Smolyaninov ...... Yuri
- Anna Rudakova ...... Tess